# Amembranaster dimidatius
Amembranaster dimidatius är en sjöstjärneart som beskrevs av Golotsvan 1998. Amembranaster dimidatius ingår i släktet Amembranaster och familjen knubbsjöstjärnor. Inga underarter finns listade i Catalogue of Life.